# Ces idées-là
Singles de Bertignac et les Visiteurs
Le jour s'est levé (single de Téléphone)
(1986) Rêves / Combien de nuits
(1987)
Pistes de Bertignac et les Visiteurs
Rêves
(6) J'attendrai
(8)
Ces idées-là est une chanson écrite par Louis Bertignac et interprétée avec son groupe Les Visiteurs, parue en single en 1987.

## Historique
Le 21 avril 1986, le groupe Téléphone se sépare, alors qu'un nouvel album est en cours de préparation. Alors que Jean-Louis Aubert se lance dans une carrière solo accompagné du batteur Richard Kolinka en sortant le tube Juste une illusion, puis l'album Plâtre et Ciment, Louis Bertignac fonde un nouveau groupe Les Visiteurs avec la bassiste Corine Marienneau, le guitariste Serge Ubrette, le batteur Afid Saidi et Loy Ehrlich aux claviers. La nouvelle formation se rend au studio Davout à Paris pour l'enregistrement de l'album produit par John Potoker (qui avait produit avec Glyn Johns l'album live de Téléphone quelques mois plus tôt) assisté de Bertignac.
La chanson raconte l'histoire d'un homme, abandonné par sa compagne qui a quitté le domicile.

## Parution et réception
À sa sortie, le single est un succès commercial en France (classé n°13 au Top 50). La chanson est depuis devenue un classique du rock français,,.
La chanson qui est en face B du single, Les bêtes, est écrite et chantée par Corine à l'origine pour l'album Un autre monde, dans laquelle elle associe un documentaire sur les lions avec ce que lui disait une amie : « plus j’vois les hommes, plus j’aime les bêtes ».

## Fiche de production

### Les Visiteurs
- Louis Bertignac : chant, guitare électrique[7]
- Corine Marienneau : basse, chœur, tambourin
- Serge Ubrette : guitare acoustique, chœurs
- Afid Saidi : batterie
- Loy Ehrlich : piano

### Musiciens additionnels
- John Potoker : synthétiseur
- Christophe Masson : programmation

### Equipe technique
- John Potoker : Production, enregistrement et mixage
- Comme Ça : Pochette
- Denis Chapouillé : photographe